# Танцы во время Луназы (фильм)
Танцы во время Луназы (англ. Dancing at Lughnasa) — драматический фильм 1998 года режиссёра Пэта О’Коннора по сценарию Фрэнка Макгиннесса, основанному на одноимённой пьесе Брайена Фрила. Фильм стал международным кинохитом 1990-х годов и символом ирландского ренессанса.

## Сюжет
1936 год. Ирландия. Маленький Майкл Манди (Даррелл Джонстон) растёт без отца со своей матерью и четырьмя тётками — старыми девами на ферме в Донегале. Каждая из них отличается от другой своим темпераментом и возможностью, время от времени, с неохотой эмоционально помочь друг другу. Однако внешнее спокойствие их жизни прикрывает необузданность человеческих страстей. Всё меняется после того, как к ним приезжает «умирать» старший брат матери, святой отец Джек (Майкл Гэмбон), проработавший более 20 лет миссионером в Африке. Он вносит в их унылое существование христианские и языческие представления вкупе с алкоголем. Его поведение не остаётся незамеченным неуступчивой учительницей из католической школы Кейт Манди (Мерил Стрип), смысл жизни которой состоит в контролировании всего и вся. Другая сестра — простодушная Роуз (Софи Томпсон) любит женатого мужчину и хочет с ним встречаться, что не встречает одобрения среди остальных сестер. Кристина (Кэтрин Маккормак), мать Майкла, ждёт не дождётся, когда к ней приедет лихой любовник и отец Майкла — Джерри (Рис Иванс). Однажды он приехал на мотоцикле для того, чтобы только сообщить, что едет в Испанию бороться против Франко. Тем не менее, жизнь продолжается, и все готовятся к ежегодному языческому празднеству — «танцам во время Луназы» — которые навсегда изменят судьбу Майкла.

## В ролях
| Актёр            | Роль                         |
| ---------------- | ---------------------------- |
| Мерил Стрип      | Кейт Манди                   |
| Майкл Гэмбон     | отец Джек Манди              |
| Кэтрин Маккормак | Кристина Манди               |
| Кэти Бёрк        | Мэгги Манди                  |
| Софи Томпсон     | Роуз Манди                   |
| Брид Бреннан     | Агнес Манди                  |
| Рис Иванс        | Джерри Эванс                 |
| Даррелл Джонстон | Майкл Манди                  |
| Лоркан Гранич    | Дэнни Брэдли                 |
| Питер Гоуэн      | Остин Морган                 |
| Доун Брэдфилд    | Софи Маклоугин               |
| Мари Маллен      | Вера Маклафлин               |
| Джон Кавана      | отец Карлин                  |
| Джералд Максорли | взрослый Майкл Манди (голос) |

## Критика
Известный кинокритик Роджер Эберт отметил, что «в конце фильма все танцуют. На этот раз под радио, и танец более степенный, но смысл в том, что сестры Манди открыли своё второе дыхание, наконец положившее конец страшной, жесткой неподвижности, окутавшей их коттедж. Майкл, рассказчик, вспоминает время этого танца много лет спустя, и его память рассказывает историю. Но это все память и никакой драмы. На сцене они танцуют, и они танцуют сейчас. На плёнке, так или иначе, они танцуют тоже. Но этого не достаточно». Джанет Маслин из «The New York Times» сказала, что О’Коннор как и в фильме «Круг друзей» «создаёт типично ирландский опыт, упиваясь романтикой и красотой обстановки своего рассказа. Независимый материал теряется в клаустрофобии напряжённости и предчувствия, но приносит неизмеримую пользу из видения славной, неотягощённой перспективами и причудливо атмосферной маленькой ирландской деревни. Это место, в котором всё произошло на самом деле, чтобы быть названо Голливудом». Критики Фредерик и Мэри Энн Брускат заметили, что «„Танцы во время Луназы“ — медитативный фильм, который лирически показывает небольшие акты любви, мужества и доброты, связывающие семью вместе перед лицом трудностей и перемен. Он также представляет собой полностью удивительный и возвышенный благодатный момент, показанный на экране как падающая звезда и исчезнувший также быстро».

## Саундтрек
Музыка к фильму была написана Биллом Уиланом на основе кельтских мотивов и лётких классических аранжировок, в результате чего получилось 19 композиций, исполненных Ирландским кинематографическим оркестром, вкупе с положенным на мелодию стихотворением Уильяма Батлера Йейтса — Down by the Salley Gardens, спетым Долорес Кини:
| №   | Название                     | Длительность |
| --- | ---------------------------- | ------------ |
| 1.  | «Prologue»                   | 2:33         |
| 2.  | «The Kite»                   | 1:27         |
| 3.  | «The Road to Ballybeg»       | 1:18         |
| 4.  | «Jack's Arrival»             | 1:23         |
| 5.  | «The Gander»                 | 1:26         |
| 6.  | «Gerry and Christine»        | 1:59         |
| 7.  | «Monsignor Carlin»           | 1:46         |
| 8.  | «A Kiss in the Forest»       | 2:09         |
| 9.  | «A Black Bike»               | 1:14         |
| 10. | «Our Secret»                 | 2:29         |
| 11. | «The Picnic»                 | 0:51         |
| 12. | «The Blackberry Bush»        | 1:46         |
| 13. | «The Lughnasa Fires»         | 2:55         |
| 14. | «Loughanna»                  | 0:52         |
| 15. | «Dancing at Lughnasa»        | 3:34         |
| 16. | «Don't Leave Me Yet»         | 1:08         |
| 17. | «The Splendid Hat»           | 0:34         |
| 18. | «Epilogue»                   | 3:15         |
| 19. | «Down by the Salley Gardens» | 3:05         |

## Награды и номинации
| Награда                             | Год  | Категория                                                                           | Номинант         | Результат |
| ----------------------------------- | ---- | ----------------------------------------------------------------------------------- | ---------------- | --------- |
| Венецианский кинофестиваль          | 1998 | Золотой лев                                                                         | Пэт О’Коннор     | Номинация |
| Национальный совет кинокритиков США | 1998 | Топ-10 лучших фильмов года                                                          |                  | Победа    |
| Irish Film & Television Academy     | 1999 | Лучшая женская роль                                                                 | Мерил Стрип      | Номинация |
| Irish Film & Television Academy     | 1999 | Лучший сценарий                                                                     | Фрэнк Макгиннесс | Номинация |
| Irish Film & Television Academy     | 1999 | Лучший профессиональный вклад                                                       | Кеннет Макмиллан | Номинация |
| Irish Film & Television Academy     | 1999 | Лучший фильм                                                                        |                  | Номинация |
| «Спутник»                           | 1999 | Лучшая женская роль второго плана в кинофильме                                      | Кэти Бёрк        | Номинация |
| «Молодой актёр»                     | 1999 | Лучшая роль в художественном фильме — Молодой актёр возрастом десять лет или меньше | Даррелл Джонстон | Номинация |